# 江南四友
江南四友，金庸小說《笑傲江湖》角色，日月神教之人。四人隱居於杭州的「梅莊」，以兄弟相稱，依實力排名次序數是黃鍾公、黑白子、禿筆翁、丹青生，各有各的愛好（分别代表古代文人的四艺：琴、棋、书、画）。四人均曾敗於主角令狐冲的劍法之下。
四人本負責為教主東方不敗看守被囚禁在西湖底的前教主任我行，但及后任我行成功逃脫，而威迫黃鍾公、禿筆翁、丹青生三人歸順於他的掌下（黑白子因被令狐冲弄得內力全失，因此其沒被威迫）。最後黃鍾公自盡死去，而禿筆翁、丹青生則歸順於任我行的掌下。

## 黃鍾公
江南四友之首，嗜好「琴棋書畫」首位的琴。骨瘦如柴，双目却炯炯有神，内力不错。曾因欲得廣陵散琴譜而與主角令狐沖比劍，卻因令狐沖内力全失，使其「七絃無形劍」对令狐沖毫无作用，因而無法勝過令狐沖。曾拘禁前任教主任我行於梅莊地牢中，之後不願重新歸順於任我行掌控下而自殺身亡。

## 黑白子
在江南四友中排行第二的黑白子嗜棋。眉清目秀，脸色泛白。頭髮極黑而臉色極白，活像一具僵屍。與別人打鬥愛使玄鐵棋枰，曾因欲得劉仲甫《嘔血譜》而與主角令狐沖比武，卻無法勝過令狐沖。為人工於心計，拘禁任我行於梅莊地牢期間，曾多次向其索取「吸星大法」的武功，不料最後內力全被令狐沖「吸星大法」所吸，內力全失、武功全廢。

## 禿筆翁
禿筆翁排行第三，嗜書法。身型矮矮胖胖，頭頂禿得油光滑亮。與人打鬥時愛使判官筆（如若御敌，判官笔上还会蘸取特意药材熬制而成的墨汁，此种墨汁“灼人肌肤，墨痕深印，永洗不脱，刀刮不去”），曾因欲得張旭率意帖而與主角令狐沖比武，但敗在令狐沖劍下。之後任我行從梅莊脫困後，欲重掌日月神教教主大位，禿筆翁亦服下「三尸腦神丹」歸順任我行。

## 丹青生
排行末位的丹青生嗜畫好酒。曾因欲得范寬谿山行旅圖而與主角令狐沖比武，使「潑墨披麻劍法」，其劍招包括「白虹貫日」、「騰蛟起鳳」、「春風陽柳」、「玉龍倒懸」、「平沙落雁」，令狐沖認為該劍法太多破綻，最後打倒了丹青生。當令狐沖在梅莊時，和他論酒而做了知己。之後任我行欲重掌日月神教大位，丹青生亦服下「三尸腦神丹」歸順任我行。